# 쿠사카 지로
쿠사카 지로(일본어: 草加 次郎)는 1962년 11월에서 1963년 9월까지 일본 동경에서 활동한 신원 불명의 연쇄폭탄마다. 신원미상자이기에 독법에 따라 소우카 지로(일본어: 草加 次郎)라고도 읽는다. 약 1년 사이 십여 건에 걸쳐 「草加次郎」 명의로 폭파, 협박, 저격 등의 사건이 잇따랐다. 범인은 여러 차례 현금 전달을 요구했지만 한 번도 접선장소에 나타나지 않았다. 지문과 필적을 남겼기에 경시청에서 도합 1만 9000명의 수사원을 투입해 9600명의 용의자를 조사했으나 범인을 특정하지 못했다. 1978년 9월 5일자로 공소시효가 만료되어 영구미제사건이 되었다.

## 사건 내용

### 시마쿠라 치요코 후원회 사무소 폭발사건
1962년 11월 4일 오전 11시경, 가수 시마쿠라 치요코(당시 24세)의 후원회 사무실에 발신인 이름이 없는 이중봉투가 배달되었다. 23세의 남성 사무직원이 봉투를 열자, 안에서 가늘고 긴 통이 나왔다. 통 안에는 종이가 들어 있었고, 그 종이를 당기자 통이 폭발해 불꽃과 백연이 피어올랐다. 해당 사무직원은 오른손에 전치 2주의 화상을 입었다.
통에서 종이를 꺼내면 안에 장치된 성냥이 그어져 화약에 인화되는 장치였다. 통 뒷면에 「草加次郎」 그리고 「Ｋ」라고 적혀 있었다.

### 아자부 바 호스티스 자택 폭발미수사건
1962년 11월 13일 미나토구에 사는 41세의 바 접대부 앞으로 시마쿠라 후원회 사무실과 같은 성냥통 소포폭탄이 도착했지만 불발했다.
이름이 한 글자 차이나는 「杉加次郎」라고 적혀 있었지만, 수사당국의 필적감정 결과 「草加次郎」와 동일인물로 판명되었다.

### 뉴토호극장 폭발사건
1962년 11월 20일 오후 5시를 넘었을 때, 지요다구 유라쿠정의 뉴토호영화극장(이후의 토호시네마즈 유라쿠점, 2015년 폐업)에서 영화를 보고 나오던 19세 여성이 3층 로비 소파에 놓여 있던 원통을 건드리자 통이 돌연 폭발했다. 해당 여성은 전치 1주의 화상을 입었다.
이 통에도 「草加次郎」라고 적혀 있었다.

### 히비야극장 폭발사건
1962년 11월 26일 오후 4시 반경, 뉴토호극장 인근의 히비야영화극장 2층 남자화장실을 청소하던 47세 여직원이 청소를 마치고 복도로 나가려 문을 열자, 세면대 위에 놓여 있던 통이 문으로 들어온 바람에 떨어져 폭발했다. 피해자는 없었다.
이 통은 화약과 건전지가 채워졌고 전기회로로 연결되어 있어서, 상자에 충격을 가하면 전기가 흘러 발화하는 충격신관 구조로 되어 있었다. 이 통에도 「草加次郎」라고 적혀 있었는데, 통에서 지문이 검출되었다.

### 세타가야 전화부스 폭발사건
1962년 11월 29일 오후 5시 반경, 세타가야구 공중전화 부스에 들어간 25세 남성 회사원이 선반 위에 있던 『이시카와 다쿠보쿠 시집』을 발견했다. 회사원이 책을 집어들어 케이스와 책 사이에 끼어 있던, 이름 같은 것이 적힌 종이를 빼내는 순간 폭발, 회사원은 왼손에 전치 5일 화상을 입었다.
책 한가운데를 구멍으로 도려내고 그 구멍에 니크롬선을 배선한 전지와 흑색화약이 채워져 있었다. 종이조각을 당기면 화약이 발화하는 구조로 되어 있었고, 종이에는 「草加次郎」라고 적혀 있었다.

### 센소사 폭발미수사건
1962년 12월 12일 오후 8시경, 다이토구의 사찰 센소사 경내에서 신서판(105 × 173mm) 판형의 엘러리 퀸 추리소설을 절간 야경경비원이 발견했다. 책이 펼쳐지지 않아 표지를 찢자, 화약과 건전지 2개가 장치되어 있었다.
폭탄이 불발하여 피해자는 없었다. 구조는 세타가야 폭탄과 완전히 같았다.

### 요시나가 사유리 협박사건
1963년 5월에서 8월 사이, 여배우 요시나가 사유리(당시 18일) 자택에 「草加次郎」 명의의 협박편지 6장이 우송되었다. 「草加」는 다이토구에 거주한다고 자칭했다. 협박장은 100만 엔을 요구했고, 하술할 오뎅포장마차 점주에게 쏜 것과 같은 탄환이 함께 들어 있었다. 1통째부터 4통째까지는 사유리의 부친에게 우에노역 앞 다방까지 나오라고 시켰지만, 접선장소에 범인은 나타나지 않았다.
1963년 9월 6일에 도착한 7통째 협박장에는 9월 9일 또는 10일에 지정한 급행열차로부터 특정 장소에 100만 엔을 투하하라는 방법이 제시되어 있었다. 이전의 6통과 달리 시한폭탄을 보여주는 그림도 들어 있었다. 하지만 9월 9일에도, 10일에도 범인은 접선장소에 나타나지 않았다.

### 우에노공원 오뎅포자마차 점주 총격사건
1963년 7월 15일 오후 7시 45분, 다이토구 우에노공원에서 오뎅포장마차를 하던 27세 남성이 누군가의 총격을 당해 전치 3개월 중상을 입고 병원으로 후송되었다.
10일 후인 7월 25일, 우에노경찰서에 1통의 봉서가 우송되었다. 봉투 안에는 탄환 한 발만 들어 있을 뿐, 다른 편지 같은 것은 없었다. 감식 결과 오뎅포장마차 점주의 몸에서 적출된 총알과 재질이나 크기가 같았다. 봉투 뒷면에 「草加次郎」라고 쓰여 있었고, 전년도 연쇄폭파사건에서 확인한 필적과 일치했다.

### 시부야 토요코백화점 폭발협박사건
1963년 7월 24일 오후 3시경, 시부야 토요코백화점(현재의 토큐백화점 토요코점)에 500만 엔을 요구하는 협박전화가 걸려왔다. 목소리의 주인은 30-40대 정도의 남성이었다. 지정된 접선 장소에 경찰이 잠복했으나 범인은 나타나지 않았다. 그런데 오후 3시 50분, 백화점 서관 9층 남자화장실에서 돌연 폭발이 발생했다. 피해자는 없었다. 폭탄은 화장실 천장 위에 설치되어 있었고, 건전지와 부엌 타이머를 이용한 시한폭탄이었다.
8월 11일 저녁, 같은 백화점 동관 옥상에서 폭발이 있었으나 부상자는 없었다.
8월 14일 오전, 같은 백화점에 속달소포가 도착해 개봉하자마자 폭발, 남직원이 가벼운 화상을 입었다. 소포에는 500만 엔을 요구하면서, 거부하면 백화점 안에서 본격적인 대폭발을 일으키겠다는 협박장이 들어 있었다. 범인이 지정한 접선장소에 경찰이 잠복했으나 범인은 끝내 나타나지 않았고, 추가적인 폭발도 없었다.
수사당국은 이 사건과 「草加次郎」의 연관성을 조사했으나, 폭발물과 협박장의 필적이 달라 모방범이 아니냐는 시각도 있었다.

### 영단지하철 긴자선 폭파사건
1963년 9월 5일 오후 8시 14분경, 영단지하철(현재의 동경메트로) 긴자선 쿄바시역에 정차하고 있던 A1923U 열차(19시 23분 아사쿠사발 시부야행) 1200형 1249번차 차내에서 사제 시한폭탄이 폭발해서 2명이 중상, 8명이 경상을 입었다.
폭탄은 손목시계를 사용해 예정된 시간을 분침이 건드리면 터지는 구조였다. 폭발로 날아가지 않고 남은 건전지 두 개에는 각각 「次」와 「郎」라는 글자가 적혀 있었다.